# Render
Un render est une image prédécoupée et qui a, en arrière-plan, un fond transparent. Le plus souvent, ces images sont au format PNG pour ne pas avoir une image au contour abîmé par le format. Le but des renders est d'avoir une image prête à être intégrée dans un décor.